# 博望坡の戦い
博望坡の戦い（はくぼうはのたたかい）は、中国後漢末期、荊州の博望坡（現在の河南省南陽市方城県）で曹操と劉表（劉備）の間に起きた戦いである。『三国志演義』により大幅に脚色がなされている。

## 事前の経緯
曹操は官渡の戦い 、倉亭の戦いで袁紹を破り中原での覇権を確実なものにしつつあった。袁紹に派遣され豫州で曹操の後方をかく乱していた劉備は、袁紹が破れ曹操が自ら征討にやってくると、曹操と敵対していた劉表のいる荊州へと落ち延びた。劉表はこれを大いに歓待するも、劉備の袁紹を助けるために曹操を攻めよとの進言はを聞き入れず、後にこのことを大きく悔い、劉備に次の機会をうかがうようにたしなめられている。曹操は袁紹の侵攻を撃退したものの、いまだ反攻に転じることはできないでいたが、袁紹が202年に急死すると、袁家は長男の袁譚派と末子の袁尚派に分裂し、曹操は袁譚と縁戚関係を結んで一先ず南方に目を向けた。
三国志武帝紀によると203年8月、曹操は劉表を征討の兵を起こし、西平に布陣した。劉表はこれ防ぐために劉備を派遣するも、この対陣中の10月、袁譚が曹操に援軍を要請し、曹操はこれを受けて軍を纏めて帰還したのちに、黎陽に着陣し鄴攻撃を開始した。同時期に新野に駐屯していた劉備は北進して博望に陣取り、曹操は夏侯惇・于禁・李典らを残して葉にてこれを防がせた。

## 経過
魏志の「李典伝」と蜀志の「先主伝」に記録がある。魏志では、袁尚を攻撃するため軍を北上させた曹操の留守に乗じ、荊州の劉表が劉備に命じて侵攻した。曹操は夏侯惇に于禁・李典をつけて劉備を防がせたとあり、蜀志では、劉表は劉備を手厚く扱い兵を増やして新野に駐屯させた。荊州の豪族たちは日ごとに声望を高めていた劉備のことを警戒し防備を固める一方、その軍事力を利用するため、劉備に命じて夏侯惇と于禁を博望の地で防がせたとある。両者は荊州の重要拠点である宛城の北でやや距離をもって対陣していた。
劉備はある日、自陣に火を放ち、撤退したように装った。夏侯惇は追撃をしようとし、伏兵の存在を疑った李典は「敵は退却する理由がないのに退却しました。伏兵があること疑わなければなりません。南道は、狭く草木が深く茂っているため追うべきではありません」と進言した。夏侯惇はかまわず于禁と共に追撃をかける一方で、李典はそのまま留まって守りを固めた。李典の心配どおり劉備は伏兵を用意していたため、夏侯惇達は劉備の伏せていた兵に攻められ撃破された。李典は救援に向かったが、援軍が来たのを見ると劉備は軍を速やかに撤退させた。(『三国志』魏書李典伝・蜀書先主伝)このとき、趙雲が夏侯蘭を捕虜にしたという（「趙雲伝」が引く『趙雲別伝』）。李典伝・夏侯惇伝によると、その後、李典は袁尚を攻撃するため鄴に向かい、夏侯惇も鄴攻撃に従軍するため両軍は兵を引いた。

## 三国志演義
袁紹とその残党の一族を滅ぼし、華北をほぼ統一した曹操は、南の荊州に目を向ける。当時、荊州に勢力を持っていたのは劉表という人物であり、劉表は徐州や汝南で曹操に敗れて逃走した劉備を庇護し、曹操の勢力との前線である新野に駐屯させている。曹操はまず劉備を討伐するため曹仁達に大軍を与え劉備を攻撃させたが、劉備の軍師である徐庶の計略により敗退。劉備が軍師を得たことに驚いた曹操は、程昱の策略により徐庶の母親を捕らえ、偽手紙を送り徐庶を劉備から引き離している。しかし、徐庶は友人の臥龍と呼ばれる賢人の諸葛亮（孔明）を推挙し、劉備は三顧の礼により諸葛亮を軍師として迎えることになる。徐庶より諸葛亮の評判を聞いた曹操は、今度は夏侯惇・李典達に大軍を与え劉備討伐に向かわせるのである。
一方、劉備の幕下においても、諸葛亮と劉備との親密さが、劉備の義兄弟で歴戦の武人である関羽・張飛の不満を募らす原因となってしまう。劉備は諸葛亮との関係を水と魚に例え、義弟達をなだめていたが、夏侯惇の来襲を聞いた張飛は、この侵攻は大火に例え、「水」（諸葛亮）を差し向けるべきだと皮肉っている。諸葛亮は劉備に対し、関羽と張飛を指揮するために一振りの剣を与えるよう願い出、主君の威厳を借用して軍師としての采配を振らざるを得ない状態であったと描かれている。
諸葛亮は劉備軍の諸将を伏兵として配置した上で、夏侯惇が指揮を執る曹操軍を劉備と趙雲の囮兵によって、草が生い茂った博望坡に誘い込み、火を放つ計略をたてる。このときに李典は、火攻めに警戒するよう夏侯惇に注意をしたが手遅れとなってしまい、大混乱に陥った曹操軍を関羽・張飛達の隊が退路を断って散々に蹴散らし、夏侯蘭も討ち取られるなどして大敗してしまうのである。
この戦いは、劉備の天才軍師である諸葛亮の名采配ぶりを中心に描かれ、劉備の義兄弟である関羽と張飛を中心とした古参の武将達が、新参の諸葛亮の力量を認め、全面的に信頼を寄せる契機となる戦いとして位置づけられている。